# Канчельскис, Томас
Томас Канчельскис (лит. Tomas Kančelskis; род. 19 августа 1975, Шяуляй) — литовский футболист, центральный защитник, тренер. Выступал за сборную Литвы. Девятикратный чемпион Литвы.

## Биография
Воспитанник ДЮСШ «Клевас» из своего родного города, тренер — С. Пятраускас. Начал играть на взрослом уровне в сезоне 1991/92 в клубах высшего дивизиона Литвы «Таурас» и «Сакалас» (Шяуляй). Летом 1993 года перешёл в «Ромар» (Мажейкяй), с которым в сезоне 1993/94 стал чемпионом Литвы. В ходе следующего сезона вернулся в клуб из Шяуляя, переименованный вскоре в «Кареду», и выступал за него в течение шести неполных сезонов. Становился чемпионом (1996/97, 1997/98), неоднократным призёром чемпионата страны и обладателем Кубка Литвы. В марте-апреле 1998 года провёл 4 матча за клуб первого дивизиона России «Металлург» (Липецк), но практически сразу вернулся в Литву. Летом 1998 года был на просмотре в норвежском клубе «Бранн».
В 2000 году перешёл в «ФБК Каунас», где за девять сезонов с перерывом сыграл более 200 матчей. В составе клуба стал многократным чемпионом Литвы (2000—2004, 2006). В 2007 году выступал на правах аренды за шотландский «Хартс», сыграл 6 матчей в чемпионате страны и одну игру в Кубке лиги. Дебютировал в шотландской лиге 5 марта 2007 года в игре против «Мотеруэлла». После возвращения на родину провёл ещё один сезон в «Каунасе», а затем выступал в высшей лиге за «Шяуляй».
Всего в высшем дивизионе Литвы сыграл более 400 матчей, забил 15 голов. В еврокубках в составе «Ромара», «Кареды», «Каунаса» и «Шяуляя» сыграл 41 матч, забил один гол.
Выступал за юниорскую и молодёжную сборную Литвы, провёл 10 матчей в отборочных турнирах первенств Европы.
29 июля 1995 года дебютировал в национальной сборной Литвы в товарищеском матче против Беларуси. Всего в 1995—2002 годах сыграл 14 матчей за сборную.
После окончания игровой карьеры несколько лет входил в тренерский штаб «Шяуляя». В последних турах сезона 2013 года исполнял обязанности главного тренера клуба.

## Достижения
- Чемпион Литвы: 1993/94, 1996/97, 1997/98, 2000, 2001, 2002, 2003, 2004, 2006
- Серебряный призёр чемпионата Литвы: 1995/96, 1998/99, 2005, 2008
- Обладатель Кубка Литвы: 1995/96, 1998/99, 2001/02, 2004, 2005, 2007/08

## Личная жизнь
Сын футболиста Чеславаса Канчельскиса (род. 1949), игравшего в первой лиге СССР за «Жальгирис», а также за ряд клубов второй лиги. Брат футболиста и арбитра Дейвиса Канчельскиса (род. 1973).